# Chlorophorus lepesmei
Chlorophorus lepesmei là một loài bọ cánh cứng trong họ Cerambycidae.